# Am dam des
Am dam des war eine von 1975 bis 1997 wochentags auf dem Sender FS1 (später ORF 1) ausgestrahlte österreichische Kindersendung des Vorschulerziehungsprogramms. In dieser Zeit wurden fast 10.000 Sendungen produziert.

## Moderation und Mitwirkende
Die Moderatorin übernahm die Funktion einer Kindergartenpädagogin – analog zu bereits etablierten Begriffen wie Fernsehkoch erhielt sie vom Publikum schnell den Titel einer „Fernsehkindergartentante“. Die erste Moderatorin war Elga Weinberger, später folgten Lieselotte Plauensteiner, Uschi Horner, Lydia Weiss (Pippa), Claudia Gottlieb, Mara Schwarz, „Kindergartenonkel“ Klaus Wintersperger, Irina Probost, Elisabeth Vitouch, Bernadette Schneider, Ingrid Erkyn, Ingrid Riegler, Edith Rolles und Kurt Shalaby.
Bemerkenswert ist auch die regelmäßige Mitwirkung des Pianisten Norbert Pawlicki am Konzertflügel.
Neben der jeweiligen Moderatorin traten abwechselnd die beiden Clowns Habakuk (Arminio Rothstein) und Enrico Emmanuel Theobaldissimus Fillissi Maximo (Heinz Zuber) in der Sendung auf. Die von Rothstein ursprünglich für eine Verfilmung des Märchens Der Zwerg Nase entworfene Puppe Mimi, eine Gans, trat im Oktober 1982 erstmals in der Sendung auf und war fortan ebenfalls Bestandteil der Serie.
Auch die unter der Leitung von Evamaria Kaiser agierende Clowngruppe „Kaikukas“ mit Lydia Weiss, Peter „Golem“ Kutzer und Flöti waren mehrmals zu Gast. Vereinzelt trat der Zauberkünstler Bobby Lugano in der Sendung auf.
Heinz Zuber und Lieselotte Plauensteiner waren auch die Moderatoren der Vorgängersendung Das kleine Haus. Die Nachfolgesendungen von Am dam des waren Mimis Villa Schnattermund und das 6-minütige Magazin Mimis Schnattershow.

## Titelmelodie
Markant ist die Signation mit dem Liedtext: Am dam des, diese male pess, diese male pompaness, am dam des. Die Vorlage dafür ist ein Auszählreim der Wiener Tschechen, der im Original lautet: „Am dam des, ty jsi malý pes, ty jsi malý pumprnes, am dam des“ (Am dam des, du bist ein kleiner Hund, du bist ein kleiner Pumperness, am dam des). Adaptiert wurde der auch in anderen mitteleuropäischen Sprachen verbreitete Auszählreim vom Komponisten Leo Parthé.

## Visuals
Zur Titelmelodie erschien in früheren Sendungen eine Faust mit Daumen nach oben in einer Wabe, in späteren Sendungen ein Bild einer Lokomotive.
Frühere Sendungen wurden in Teilepisoden eingeteilt, die ein eigenes Titelbild hatten:
- eine grüne Wabe mit einer gelben Türklinke (rot umrandet) kündigte einen Gast an,
- eine grüne Wabe mit der Gitarre (blau umrandet) das Lied der Woche, das die vier Folgen einer Woche thematisch verband.

Daneben gab es noch:
- eine blaue Wabe (hellgrün umrandet) mit Schere und Bastelwerkzeug
- eine rote Wabe (dunkelgrün umrandet) mit einer Lupe
- eine cyanfarbige Wabe (rot umrandet) mit Würfel
- eine grüne Wabe (rot umrandet) mit der Darstellung Figuren

## Lied der Woche
Es gab ein Wochenthema und passend dazu vier Tagesthemen, das auch im „Lied der Woche“ aufgegriffen werden konnte. Exemplarisch sei das Eigenschafts-Lied genannt:

## Trivia
- Im Jänner 1977 erschien mit dem ersten Am-Dam-Des-Magazin eine monatliche Zeitung für Eltern und Kinder mit einer Vorschau auf das Kinder-Fernsehprogramm. Als Chefredakteur fungierte der pädagogische Leiter und Autor der Sendereihe, Franz Josef Barta. Im Dezember 1977 wurde erstmals das Am-dam-des-Jahrbuch mit allen Monatsheften des Jahres herausgebracht.
- Christoph Waltz trat 1977 als „Neues Jahr“ in der Sendung auf und sang ein kurzes Lied.[5][6]
- Die Sendung wurde montags, dienstags, donnerstags und freitags ausgestrahlt. Mittwochs kam stattdessen meistens die Kasperl-Sendung, aus der Clown Habakuk bekannt ist.